# Thai-Ingwer
Thai-Ingwer (Alpinia galanga, Synonyme: Maranta galanga, Galanga officinalis) ist eine Pflanzenart aus der Familie der Ingwergewächse (Zingiberaceae). Er dient als Gewürz und gilt als unverzichtbarer Bestandteil der meisten Gewürzpasten in der thailändischen Küche. Die Bezeichnungen sind nicht ganz eindeutig, so spricht man mitunter von Großer Galgant oder Galangawurzel, selten auch von „Alpinia“, in Indonesien von Lengkuas oder Laos, der thailändische Name ist Kha (ข่า). Er ist einer von vier ingwerartigen Pflanzen, die als Galgant bezeichnet werden.

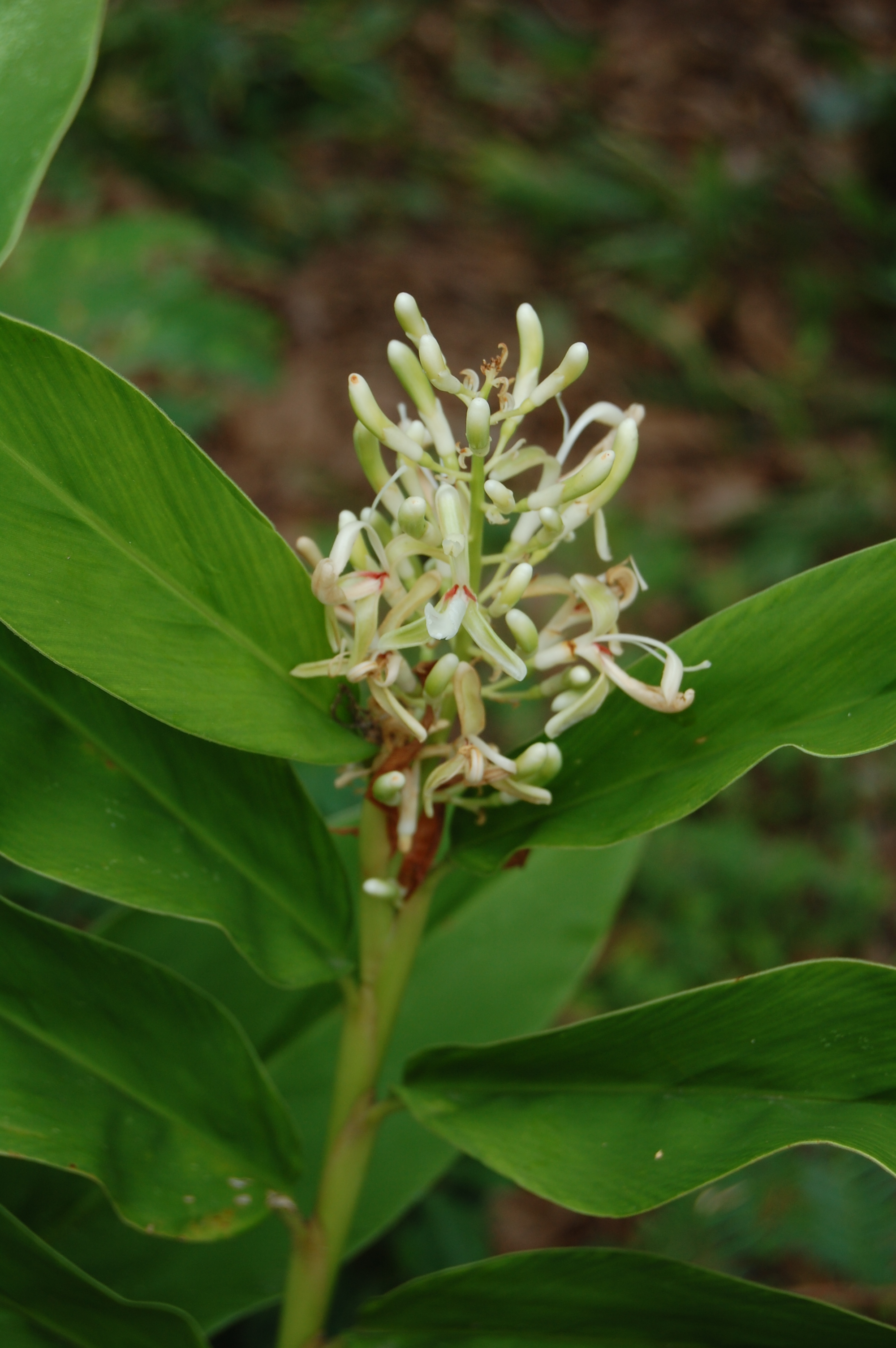
Thai-Ingwer (Alpinia galanga)

## Beschreibung
Alpinia galanga wächst als ausdauernde krautige Pflanze und erreicht Wuchshöhen von etwa 2 Metern. Sie bildet knollenförmige Rhizome als Überdauerungsorgane aus. Charakteristische Wurzeln tragen gelblich-weiße Blattnarben, die ringförmig um die Rhizome angeordnet sind. Die gestielten Laubblätter sind 25 bis 35 cm lang und 6 bis 10 cm breit.
Je Blütenstand werden drei bis sechs Blüten gebildet. Die zwittrigen Blüten sind zygomorph. Die Kelch- und die Kronblätter sind jeweils zu Röhren verwachsen und sind 6 bis 10 cm lang. Sie blühen von Mai bis August und fruchten von September bis November.
Die ovale Kapselfrucht ist im reifen Zustand braun oder rötlich, 1 bis 1,5 cm lang, mit einem Durchmesser von etwa 7 mm und enthält drei bis sechs Samen.
Die Chromosomenzahl beträgt 2n = 48.

## Vorkommen
Der Thai-Ingwer kommt ursprünglich vom südlichen China bis Assam, Bangladesch, Thailand, Kambodscha, Vietnam, Myanmar, Malaysia, Sumatra, Java, Borneo und zu den Philippinen vor.

## Nutzung

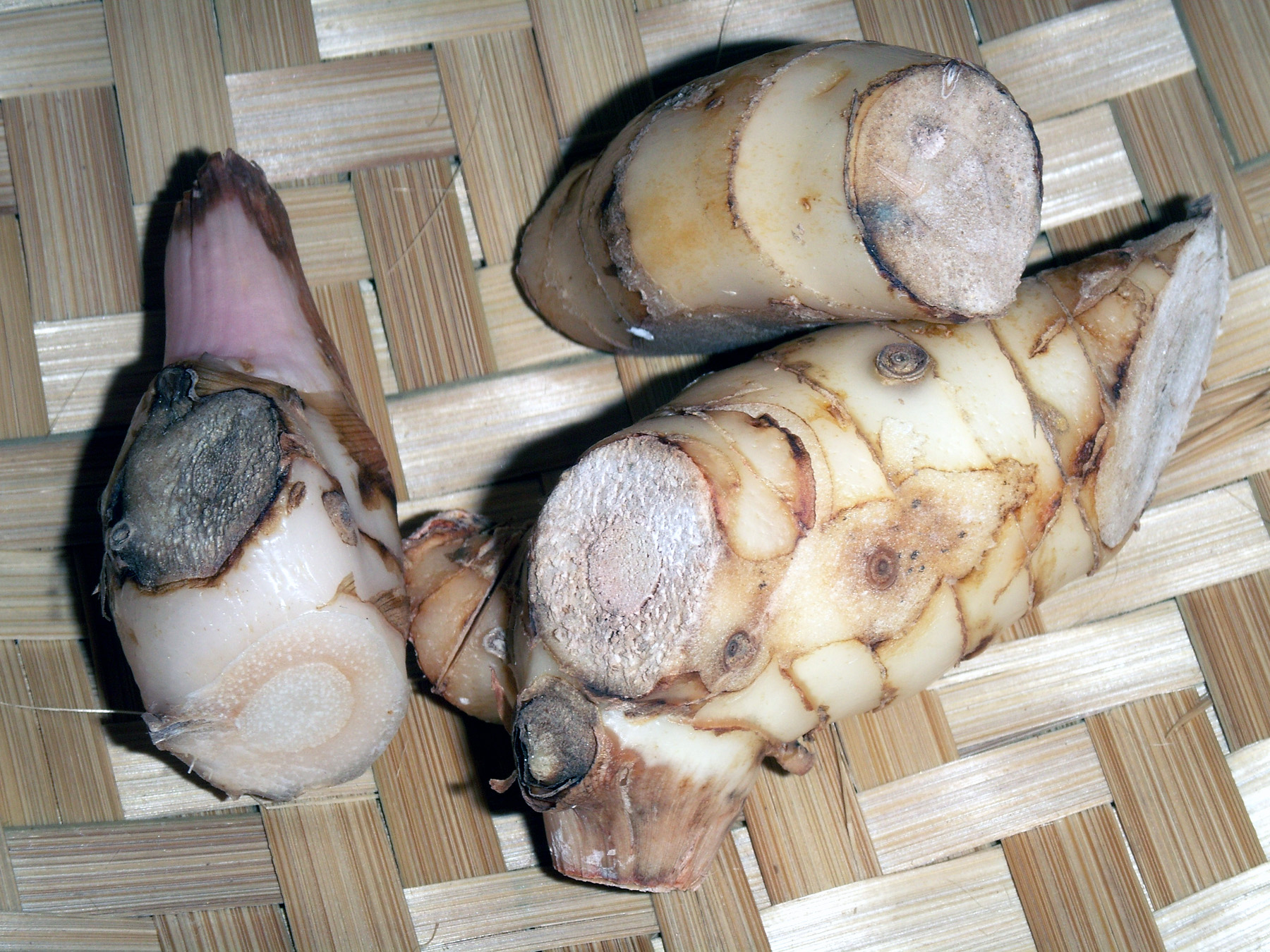
Stücke des knollenförmigen Rhizoms

Vom Thai-Ingwer wird nur das gelbliche, holzige Rhizom mit den roséfarbenen Seitensprossen genutzt, sowie junge Stiele. Die „Knolle“ wird geschält und anschließend zerkleinert: für die Verwendung in Gewürzpasten wird sie püriert (siehe: Kaeng Khiao Wan), für die Verwendung in Suppen wird sie in Scheiben geschnitten (siehe z. B.: Tom yam). Der Geschmack erinnert nur entfernt an Ingwer. Er ist scharf, kiefernharzartig und hat eine seifige Komponente. Der Geschmack wird durch ätherisches Öl und Harze (Galganol, Alpinol) bewirkt.
Der Genuss von Thai-Ingwer soll sich förderlich auf die Verdauung auswirken. Deshalb trinkt man den Saft aus einer Mischung der geriebenen Wurzel und Zitronensaft gegen Magenschmerzen. Gegen Hautausschläge können Umschläge mit Galgantpulver helfen. Galgant ist auch Bestandteil der Kräuterarznei Schwedenbitter.